# Дерево кодов
«Дерево кодов» (англ. Tree of Codes) — произведение американского писателя Джонатана Сафрана Фоера, написанное в жанре гипертекста и опубликованное в 2010 году. В основу легла книга Бруно Шульца «Улица крокодилов», которую сам Фоер называет своей любимой и во время создания «Дерева кодов» просто изъял большую часть текста книги Шульца. Газета The Times и журнал Vanity Fair назвали книгу «настоящим произведением искусства», а The Guardian отметили, что в то время как Фоер показал сильное чувство поэзии, книга была менее успешной как художественное произведение.
Из-за особого формата произведения и трудностями, связанными с печатью книги, где большая часть слов буквально вырезаны, Фоер столкнулся с проблемами во время поиска издателя, готового опубликовать её. Книга вышла только в мягкой обложке, так как из-за вырезанных страниц печать в ином формате не представляется возможной.